# Natalie Wood
Natalie Wood, właśc. Natalia Nikolaevna Zakharenko (ros. Наталья Николаевна Захаренко; ur. 20 lipca 1938 w San Francisco, zm. 29 listopada 1981) – amerykańska aktorka pochodzenia ukraińsko-rosyjskiego.
Siostra aktorki amerykańskiej Lany Wood. Zagrała w ponad 50 filmach oraz zdobyła 3 nominacje do Oscara.

## Życiorys
Jej rodzice, Nicholas i Maria, uciekli z rewolucyjnej Rosji. Matka była Rosjanką, ojciec pochodził z ukraińskiej rodziny wywodzącej się z Charkowa. Natalie miała dwie siostry, młodszą Lanę oraz starszą Olgę.
Kiedy skończyła cztery lata, pojechała z matką na plan filmowy, na którym poznała reżysera Irvinga Pichela, który zatrudnił ją do filmu. Dwa lata później wyjechała do Hollywood. William Getz wymyślił dla niej pseudonim artystyczny „Natalie Wood”. Wystąpiła w Tomorrow is Forever u boku Orsona Wellesa. Jej talent objawił się w filmie Cud na 34. ulicy (1947), gdy miała dziewięć lat. W domu miała trudną sytuację: jej ojciec i matka nie pracowali, tylko ona zarabiała na życie. Jej sukces pozwalał przetrwać jej rodzinie. Podczas realizacji filmu Zielona obietnica (The Green Romise, 1949) wpadła do rzeki i groziło jej utonięcie.
W 1955 znalazła się na liście najpiękniejszych aktorek Hollywood, w magazynie „Life”. Za rolę partnerki tytułowego bohatera (James Dean) w filmie Nicka Raya Buntownik bez powodu otrzymała swoją pierwszą nominację do Oscara.
Zagrała w filmach, takich jak: The Girl He Left Behind, Cash McCall, The Burning Hills czy Wiosenna bujność traw, za który otrzymała kolejną nominację do Nagrody Akademii Filmowej i który stał się klasyką filmów o miłości. W ciągu następnych 10 lat zagrała m.in. w klasycznym romansie West Side Story.
Po narodzinach córki, Nataszy, zrobiła sobie przerwę w pracy, by poświęcić się rodzinie. Wróciła do filmu po narodzinach drugiej córki. Zagrała w filmie Cyganka (Gypsy, 1962), który również został nominowany do Nagrody Akademii. Następnie pokazała się w obrazie Steve’a McQueena Love with the Proper Stranger. Zagrała także u boku Roberta Redforda w filmie Inside Daisy Clover. Natalie wystąpiła również w Wielkim wyścigu oraz w Bob and Carol and Ted and Alice, za który dostała 2 miliony dolarów.
Zginęła tragicznie 29 listopada 1981 podczas rejsu jachtem, którym płynęła z Wagnerem i aktorem Christopherem Walkenem (z którym, jak głosi plotka, Wood miała romans na planie dreszczowca fantastycznonaukowego Douglasa Trumbulla Burza mózgów [Brainstorm, 1983] w okolicach wyspy Catalina Island u wybrzeża Kalifornii na jachcie na Oceanie Spokojnym. Oprócz nich na pokładzie był jedynie szyper. Między Wagnerem, Wood i Walkenem, będącymi pod wpływem alkoholu, miało dojść do awantury. Ostatnimi słowami aktorki były: „Ani chwili nie zostanę z tym wariatem”. Późnym wieczorem Wagner przybiegł do kapitana, informując, że jego małżonka „zniknęła”. Jej poszukiwania nie przyniosły rezultatu; na jachcie brakowało jednej z łodzi ratunkowych, uznano, że Wood spuściła ją na wodę, chcąc dopłynąć do brzegu. Następnego dnia znaleziono ciało aktorki, dryfujące w odległości ponad półtora kilometra od jachtu. Zmarła miała na sobie tylko koszulę nocną, a jej ciało nosiło ślady obrażeń. Według ustaleń śledztwa, będąca pod wpływem alkoholu Wood w nocy wypadła za burtę i utonęła po 15 minutach wołania o pomoc. W 2001 ukazała się biografia autorstwa Suzanne Finstad Natasha, która wykazała, że śledztwo było farsą i po wypadku w 1981 nikomu nie zależało na dotarciu do prawdy. Finstad w swojej książce ujawniła relację młodszej siostry Natalie, Lany, że w czerwcu 1961 22-letnia wówczas Wood nakryła męża na gorącym uczynku z jego angielskim lokajem Davidem Cavendishem, a wkrótce po tym Wood i Wagner ogłosili separację i kilka miesięcy później wzięli rozwód. 10 lat po premierze książki i 30 latach od tragicznej śmierci Wood władze zdecydowały się wznowić śledztwo, ponieważ „okoliczności wypadku gwiazdy są niejasne i wymagają doprecyzowania”. W 2011 Dennis Davern, kapitan jachtu, z którego wypadła Wood, oświadczył, że przed laty skłamał i zataił prawdę na prośbę ówczesnego męża Roberta Wagnera, a kłótnia Wood z mężem ostatecznie doprowadziła do jej śmierci. Jak wynika ze słów Daverna, na krótko przed jej zniknięciem zazdrosny Wagner ostro pokłócił się najpierw z Walkenem, a później z Wood. Z kolei w wersji Wagnera, którą on opowiedział w opublikowanej w 2008 autobiografii Pieces of My Heart: A Life, aktor przyznał, że posprzeczał się z Walkenem, ale zaprzeczył, jakoby kłócił się z żoną. Sprawą zainteresowało się FBI, które w 2013 informowało o nowym wpisie do aktu zgonu. Zamiast „utonięcie” widnieje tam sformułowanie „utonięcie oraz inne nieokreślone czynniki”. Śledczy potwierdzili informacje z biografii, że na ciele aktorki były zadrapania i siniaki, mogące świadczyć o walce czy wręcz pobiciu.
W grudniu miała zadebiutować na scenie teatralnej w spektaklu Anastasia. Film Burza mózgów miał premierę niecałe 2 lata po jej śmierci i nie odniósł komercyjnego sukcesu.

### Życie prywatne
Była żoną aktora Roberta Wagnera. W trakcie trwania małżeństwa nawiązała romans z aktorem Warrenem Beattym, z którym zaszła w ciążę, jednak poddała się aborcji. Po rozwodzie kontynuowała relację z Beattym, ale miała romans z dziennikarzem Tommym Thompsonem i była zaręczona z Arthurem Loewem. 30 maja 1969 roku poślubiła Richarda Gregsona, z którym miała córkę Nataszę. 1 sierpnia 1971 roku wzięła rozwód. 16 lipca zeszła się z Robertem Wagnerem, z którym miała córkę Courtney.

## Filmografia
- 1943: Happy Land
- 1946: Na zawsze (Tomorrow Is Forever)
- 1946: The Bride Wore Boots
- 1947: Cud na 34. ulicy (Miracle on 34th Street)
- 1947: Driftwood
- 1947: Duch i pani Muir
- 1947: Driftwood
- 1948: Scudda-Hoo! Scudda Hay!
- 1949: Chicken Every Sunday
- 1949: Zielona obietnica
- 1949: Father Was Fullback
- 1950: Our Very Own
- 1950: The Jackpot
- 1950: Never a Dull Moment
- 1950: Nod Sad Songs for Me
- 1951: Dear Brat
- 1951: The Blue Veil
- 1952: The Rose Bowl Story
- 1952: Just for You
- 1952–1956: Four Stay Plauhouse
- 1952: The Star
- 1953: The Pride of the Family
- 1954: The Silver Chalice
- 1955: One Desire
- 1955: Buntownik bez powodu (Rebel Without a Cause) jako Judy
- 1956: The Girl He Left Behind
- 1956: Płonące wzgórza (The Burning Hills)
- 1956: Poszukiwacze
- 1956: A Cry In The Night
- 1958: Marjorie Morningstar
- 1960: Młodzi i spragnieni (All the Fine Young Cannibals)
- 1961: West Side Story
- 1961: Wiosenna bujność traw (Splendor in the Grass)
- 1964: Sex and the Single Girl
- 1965: Wielki wyścig (The Great Race)
- 1966: Przeznaczone do likwidacji (This Property Is Condemned)
- 1966: Penelopa
- 1972: Kandydat
- 1975: Peeper
- 1979: Meteor
- 1983: Burza mózgów (Brainstorm)